# Anomala colonica
Anomala colonica är en skalbaggsart som beskrevs av Thomas Casey 1915. Anomala colonica ingår i släktet Anomala och familjen Rutelidae. Inga underarter finns listade i Catalogue of Life.